# Esther McVey

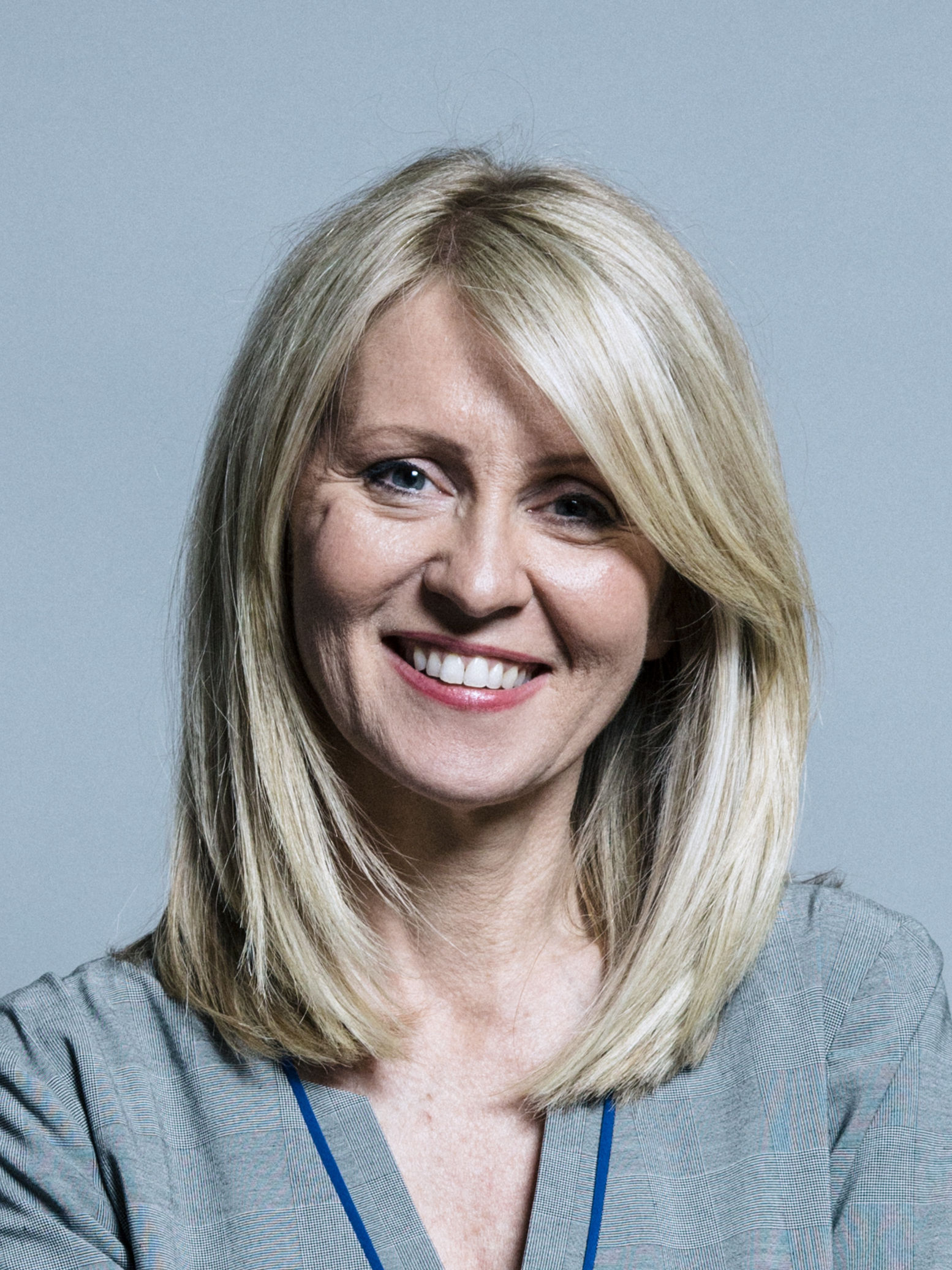
Esther McVey (2017)

Esther Louise McVey (geboren am 24. Oktober 1967 in Liverpool) ist eine Politikerin der britischen Conservative Party, die seit 2017 Mitglied des Parlaments ist und den Wahlkreis Tatton im Unterhaus (House of Commons) vertritt. Sie war von 2019 bis 2020 Staatsministerin für Wohnen, Kommunen und lokale Selbstverwaltung, 2018 Staatsministerin für Arbeit und Pensionen und von 2014 bis 2015 Staatsministerin für Arbeit.
McVey wurde in Liverpool geboren. Sie verbrachte ihre ersten beiden Lebensjahre bei einer Pflegefamilie, danach lebte sie bei ihrer biologischen Familie. Sie besuchte die Privatschule The Belvedere School in Liverpool und studierte danach an der Queen Mary University of London und an der City, University of London. Nachdem sie im Bauunternehmen ihrer Familie gearbeitet hatte, wurde sie Fernsehmoderatorin und co-moderierte mit Eamonn Holmes die Sendung GMTV.
McVey wurde bei der britischen Unterhauswahl 2010 erstmals als Abgeordneter für den Wahlkreis Wirral West in das Unterhaus gewählt. Im Kabinett Cameron I, einer Regierungskoalition unter Führung von David Cameron und Nick Clegg, war sie von 2012 bis 2013 Parlamentarische Unter-Staatssekretärin für Menschen mit Behinderung und anschließend von 2013 bis 2015 Staatsministerin für Arbeit. 2014 wurde sie zum Mitglied des Privy Council berufen und wurde nach der Regierungsumbildung im selben Jahr Kabinettsmitglied. Bei der britischen Unterhauswahl 2015 verlor sie ihren Sitz und war 18 Monate als Vorsitzende der British Transport Police Authority tätig. Bei der britischen Unterhauswahl 2017 wurde sie als Nachfolgerin des früheren Schatzkanzlers George Osborne wieder als Abgeordnete für den Wahlkreis Tatton ins Parlament gewählt.
Von 2017 bis 2018 war McVey im Kabinett May II Deputy Chief Whip und wurde im Januar 2018 zur Ministerin für Arbeit und Pensionen berufen. Im Juli informierte sie das Unterhaus falsch über das neue Sozialleistungssystem Universal Credit: Sie behauptete, ein Bericht des britischen Rechnungshofs hätte gezeigt, dass das System schneller eingeführt werden sollte, während der Bericht in Wirklichkeit zu dem Schluss kam, dass die Einführung unterbrochen werden sollte. Es kam zu Rücktrittsforderungen und McVey entschuldigte sich beim Unterhaus. Im November 2018 trat Esther McVey aus Protest gegen die Brexit-Verhandlungen und Theresa Mays Vertragsentwurf für das Brexit-Abkommen mit der EU zurück. Sie kandidierte 2019 bei der Wahl des neuen Parteichefs der Conservative Party, schied aber schon in der ersten Wahlrunde aus, in der sie mit neun Stimmen das schlechteste Ergebnis aller Kandidaten erzielte. Nach dieser Wahl war sie im Kabinett Boris Johnson I bis zur ersten Kabinettsumbildung Staatsministerin für Wohnen, Kommunen und lokale Selbstverwaltung.

## Kindheit, Jugend und erste Berufstätigkeit
McVey ist irisch-katholischer Abstammung und wurde in Liverpool geboren. Ihre ersten beiden Lebensjahre verbrachte sie, vermittelt durch die Wohlfahrtsorganisation Barnardo's, in einer Pflegefamilie. Sie besuchte die damals gebührenpflichtige, unabhängige Belvedere School in Liverpool und studierte anschließend an der Queen Mary University of London (LLB) Recht und an der City, University of London (MA) Radiojournalismus. Im Juli 2009 erwarb McVey an der Liverpool John Moore University den Abschluss Master of Science in Corporate Governance.
Von 2000 bis 2006 war McVey Direktorin im in Liverpool ansässigen Familienunternehmen, der von ihrem Vater geführten Baufirma J. G. McVey & Co., die sich auf Rückbau und Aufräumarbeiten sowie Altlastenbeseitigung und Renaturierung spezialisiert hatte. 2003 erhielt das Unternehmen zwei sofort wirksame Untersagungsbescheide wegen Sicherheitsmängeln, denen es Folge leistete. Ihr Vater sagte später, dass McVey nur „pro forma“ im Unternehmen tätig war.

## Medienkarriere
Nach dem Studium an der Queen Mary University of London kehrte McVey ins Familienunternehmen zurück und besuchte einen Postgraduiertenkurs in Radiojournalismus an der City, University of London. Danach begann sie eine Medienkarriere als Moderatorin und Produzentin.
McVey war 1991 Co-Moderatorin der Sommerferien-Sendereihe But First This von Children’s BBC und moderierte und produzierte eine breite Vielfalt an Sendungen. So war sie Co-Moderatorin von GMTV, der Wissenschaftsreihe How Do They Do That? von BBC One, 5's Company, The Heaven and Earth Show, Shopping City, dem BBC-Two-Politmagazin für Jugendliche Reportages und der Gerichtsreihe Nothing But The Truth mit Ann Widdecombe von Channel 4. Sie spielte in Eve Enslers The Vagina Monologues im Empire Theatre in Liverpool mit.
Später kehrte McVey nach Liverpool zurück und gründete ein eigenes Unternehmen, Making It (UK) Ltd, das Trainings für kleine und mittlere Unternehmen anbot und Büroraum für neue Start-ups bereitstellte. Darauf aufbauend gründete sie Winning Women, das von der North West Regional Development Agency finanziell gefördert wurde.

## Politische Karriere
McVey war Unterstützerin von Conservative Way Forward, einer Thatcher-nahen Organisation, und wurde als Kandidatin der Conservative Party bei der britischen Unterhauswahl 2005 für den Wahlkreis Wirral West aufgestellt, unterlag aber gegen den damaligen Abgeordneten Stephen Hesford von der Labour Party, der 1097 Stimmen mehr erhielt.

### Abgeordnete für den Wahlkreis Wirral West (2010–2015)
Bei der britischen Unterhauswahl 2010 siegte McVey in Wirral West gegen den Kandidaten der Labour Party, Phil Davies, mit einem Vorsprung von 2436 Stimmen (16 726 abgegebene Stimmen, McVey erhielt 42,5 % der Stimmen). 2010 war McVey Parlamentarische Privatsekretärin beim damaligen Staatsminister für Arbeit Chris Grayling. Von 2012 bis 2013 war sie unter Iain Duncan Smith Parlamentarische Unter-Staatssekretärin für Menschen mit Behinderung. Im Dezember 2013 wurde sie förmlich gerügt, weil sie im Wahlkampf für die Conservative Party Briefpapier und Briefmarken des Unterhauses benutzt hatte; sie entschuldigte sich und zahlte die entstandenen Kosten in Höhe von 300 £ zurück.
David Cameron ernannte McVey bei einer Kabinettsumbildung im Oktober 2013 zur Staatsministerin für Arbeit im Department for Work and Pensions. Am 27. Februar 2014 wurde sie zum Mitglied des Privy Council berufen. Kurz nach ihrer Ernennung zur Staatsministerin für Arbeit wurde ihr die Verantwortung für die Exekutive in den Bereichen Gesundheit und Sicherheit entzogen, nachdem bekannt geworden war, dass ein Bauunternehmen gegen Gesundheits- und Sicherheitsgesetze verstoßen hatte, während sie dort als Direktorin tätig war.
Im April 2014 entschuldigte sich McVey für einen Tweet, der die Labour Party von Wirral kritisierte und der während des Hillsborough Memorial Service zur Erinnerung an die Hillsborough-Katastrophe abgesetzt worden war. In Posts in den sozialen Medien wurde kritisiert, dass der Zeitpunkt des Tweets von einem Mangel an Respekt zeuge.
Im November 2014 diskutierte der damalige Labour-Abgeordnete und Hinterbänkler John McDonnell mit Aktivisten und Abgeordneten einen „Sack Esther McVey Day“ („Entlasst-Esther-McVey-Tag“) und sagte, dass eine ganze Gruppe unter den Zuhörern der Meinung war: „Warum schmeißen wir sie nicht raus? Warum lynchen wir die Bastardin nicht?“ Der Vorsitzende (Chairman) der Conservative Party, Grant Shapps, forderte die Labour Party auf, McDonnell aus der Fraktion zu werfen. Im offiziellen Twitter-Feed der Labour Party hieß es, dass McDonnells Bemerkungen „nicht die Ansicht der Labour Party repräsentieren. Er spricht für sich selbst.“ Bei einem Gespräch mit Robert Peston vom Fernsehsender ITV verteidigte McDonnell 2015 seine Bemerkungen und sagte, dass er „einfach wiedergab, was bei einer öffentlichen Versammlung gerufen wurde“. Am selben Tag, an dem er seine Lynch-Bemerkung machte, kritisierte McDonnell in einer Debatte im Unterhaus McVey dafür, dass sie das Opfer spiele und nannte sie anschließend einen „Schandfleck der Unmenschlichkeit“.

### Tätigkeit außerhalb des Parlaments (2015–2017)
In der britischen Unterhauswahl 2015 verlor McVey gegen die Labour-Kandidatin Margaret Greenwood, die den Wahlkreis Wirral West mit 417 Stimmen Vorsprung gewann.
Nachdem sie ihren Sitz verloren hatte, übernahm McVey im November 2015 den Posten als Vorsitzende der British Transport Police Authority mit einem Vierjahresvertrag. Zehn Tage später wurde jedoch bekanntgegeben, dass 2017 eine britische Unterhauswahl stattfinden würde, und McVey trat von dem Posten zurück. Zwischen den beiden Wahlen übte sie u. a. Teilzeittätigkeiten als Sonderberaterin der irischen Lobbyfirma Hume Brophy und einer Investmentfirma aus und erhielt ein Stipendium der University of Hull.

### Abgeordnete für den Wahlkreis Tatton (2017–heute)
Im April 2017 wurde McVey von der Conservative Party im sicheren Wahlkreis Tatton als Kandidatin für die britische Unterhauswahl 2017 aufgestellt, als Nachfolgerin von George Osborne. Sie wurde mit einem ähnlichen Stimmenanteil wie Osborne 2015 (58,6 %) zur Abgeordneten gewählt (und mit mehr Stimmen, als Osborne je in den vier Wahlen erhielt, in denen er für Tatton kandidierte, aber mit einer kleineren Mehrheit). Bei einer Regierungsumbildung in Folge des Rücktritts des Verteidigungsministers Sir Michael Fallon im Zusammenhang mit Vorwürfen der sexuellen Belästigung, bei der der vormalige Chief Whip Gavin Williamson Fallons Nachfolger wurde und Williamsons Stellvertreter Julian Smith als Chief Whip nachrückte, wurde McVey zum Deputy Chief Whip bestimmt.

### Ministerin für Arbeit und Pensionen (2018)
Am 8. Januar 2018 wurde McVey zur Staatsministerin für Arbeit und Pensionen ernannt. Dieses Amt übte sie bis zu ihrem Rücktritt am 15. November 2018 im Zusammenhang mit dem Brexit-Deal aus. Der Labour-Abgeordnete Dan Carden sagte, McVeys Ernennung „wird die Herzen von Schwachen und Behinderten mit Furcht erfüllen. Das letzte Mal, als McVey im Ministerium für Arbeit und Pensionen war, wurde sie von den Wählern des Wahlkreises Wirral West aus dem Parlament gewählt.“ Im Juli 2018 berichtete der Vorsitzende des Nationalen Rechnungshofes (NAO), dass McVey das Parlament falsch über das neue Sozialleistungssystem Universal Credit informiert hatte: Sie behauptete, der Bericht des Rechnungshofs würde zeigen, dass das System schneller eingeführt werden sollte, während dieser in Wirklichkeit zu dem Schluss kam, dass die Einführung unterbrochen werden sollte. Am 4. Juli 2018 entschuldigte sich McVey beim Unterhaus, nachdem es bereits Rücktrittsforderungen gegeben hatte. Die Abgeordnete Margaret Greenwood sagte im Parlament: „Die Ministerin sollte sich schämen, dass sie erneut gezwungen wurde, in dieses Haus zu kommen. Wenn sie diesen Bericht falsch gelesen hat, stellt das ihre Kompetenz und ihr Urteilsvermögen in Frage. Wenn sie den Bericht nicht gelesen hat oder seine Ergebnisse bewusst falsch dargestellt hat, hat sie ganz klar den Minister-Kodex verletzt. In beiden Fällen sollte sie zurücktreten.“
McVey sagte, es gäbe Probleme mit Universal Credit. The Guardian schrieb: „Zehntausende Menschen, die Anspruch auf ESA (Arbeitslosenunterstützung) haben, werden Nachzahlungen in Höhe von 5000 bis 20 000 £ erhalten, als Ergebnis einer Reihe von ‚vermeidbaren‘ Fehlern, wie Abgeordnete es nennen. Das Ministerium für Arbeit und Pensionen warnte bereits 2014 vor den Fehlern, hat aber bis 2017 keine Schritte unternommen“. Polly Toynbee schrieb: „Es ist keine Überraschung, dass eine Ministerin, die das Parlament in die Irre führt und dem Rechnungshof eine lange Nase zeigt, gegenüber den Menschen, auf die es wirklich ankommt, noch gleichgültiger ist: den Millionen, die unter den extremen Härten leiden, die ihr Ministerium beim Übergang zu Universal Credit verursacht hat“.
Nach der Veröffentlichung von Mays Vertragsentwurf für das Brexit-Abkommen mit der EU verkündete McVey am 15. Oktober 2018 ihren Rücktritt als Ministerin. An ihre Stelle trat die frühere Innenministerin Amber Rudd.
Am 27. Juni 2019 wurde berichtet, dass McVey bei ihrem Rücktritt eine Abfindung in Höhe von 17.000 £ erhalten hatte. Labour-Abgeordneter Neil Coyle kritisierte, dass sie die Abfindung akzeptiert hatte, nachdem sie in der Vergangenheit „Mängel“ bei Universal Credit zugegeben hatte.

### Außerhalb des Kabinetts (2018–2019)
Im März 2019 wurde McVey kritisiert, nachdem sie auf Twitter die Meinungskolumne einer Zeitung von 2014 veröffentlichte, in der die weitgehend diskreditierte Behauptung aufgestellt wurde, dass Großbritannien und andere EU-Staaten ab 2020 gezwungen wären, den Euro einzuführen. Später löschte sie diesen Tweet.

### Kandidatur bei der Wahl zum Parteiführer der Conservative Party (2019)
Im Mai 2019 kündigte McVey ihre Absicht an, beim Rücktritt Theresa Mays bei der Wahl des neuen Parteichefs der Conservative Party zu kandidieren und sagte, dass sie für ihre Kandidatur „genügend Unterstützung“ von anderen Abgeordneten hätte. Kurz danach  gründete McVey als Teil ihrer Wahlkampagne mit anderen Abgeordneten wie Scott Mann, Iain Duncan Smith und ihrem Partner Philip Davies die Blue Collar Conservatives.
Bei der Wahl des neuen Parteichefs der Conservative Party erhielt McVey im ersten Wahlgang die wenigsten Stimmen und schied aus.

### Staatsministerin für Wohnen, Kommunen und lokale Selbstverwaltung (2019–2020)
Nachdem Boris Johnson die Wahl zum neuen Parteiführer gewonnen und im Juli 2019 Premierminister geworden war, ernannte er McVey zur Ministerin für Wohnen, Kommunen und lokale Selbstverwaltung und sie kehrte ins Kabinett zurück. Im Zuge von Johnsons Regierungsumbildung nach dem Brexit wurde sie im Februar 2020 entlassen.

## Privatleben
McVey lebt in West Kirby, Wirral. In der Vergangenheit hatte sie Beziehungen mit dem BBC-Produzenten Mal Young und mit dem früheren Vorderbänkler der Conservative Party Ed Vaizey. Wenn sie sich in London aufhielt, teilte sie sich mit ihrem Kollegen Philip Davies, einem Abgeordneten der Conservative Party, eine Wohnung in Pimlico. Dieses Arrangement endete, als McVey 2015 bei der Unterhauswahl 2015 ihren Sitz verlor. Im Mai 2019 berichtete die Sendung Politics Live des BBC, dass sie und Davies verlobt seien. Im August 2020 teilte McVey auf Twitter mit, dass sie und Davies im September 2020 heiraten werden.